# Balbidocolon polare
Balbidocolon polare är en kräftdjursart som beskrevs av Malyutina och Oleg Grigor'evich Kussakin 1996. Balbidocolon polare ingår i släktet Balbidocolon och familjen Desmosomatidae. Inga underarter finns listade i Catalogue of Life.